# Anagyrus ferus
Anagyrus ferus är en stekelart som beskrevs av John S. Noyes och Hayat 1984. Anagyrus ferus ingår i släktet Anagyrus och familjen sköldlussteklar. Inga underarter finns listade i Catalogue of Life.